# Greatest Hits Volume Three: Best of the Brother Years 1970–1986
A Greatest Hits Volume Three: Best of the Brother Years 1970–1986 egy Beach Boys válogatásalbum, amit 2000-ben adott ki a Capitol Records. Néhány hónappal elődjük a The Greatest Hits - Volume 1: 20 Good Vibrations és a The Greatest Hits - Volume 2: 20 More Good Vibrations után jelent meg.

## Számlista
1. "Add Some Music To Your Day" (Brian Wilson/Mike Love/Joe Knott) – 3:34
2. "Susie Cincinnati" (Al Jardine) – 2:57
3. "This Whole World" (Brian Wilson) – 1:56
4. "Long Promised Road" (Carl Wilson/Jack Rieley) – 3:30
5. "Disney Girls (1957)" (Bruce Johnston) – 4:06
6. "Til I Die" (Brian Wilson) – 2:40
7. "Surf's Up" (Brian Wilson/Van Dyke Parks) – 4:12
8. "Marcella" (Brian Wilson/Jack Rieley) – 3:53
9. "Sail On, Sailor" (Brian Wilson/Van Dyke Parks/Tandyn Almer/Ray Kennedy/Jack Rieley) – 3:18
10. "The Trader" (Carl Wilson/Jack Rieley) – 5:05
11. "California Saga (On My Way To Sunny Californ-i-a)" (Al Jardine) – 3:15
12. "Rock And Roll Music" (Chuck Berry) – 2:27
13. "It's OK" (Brian Wilson/Mike Love) – 2:07
14. "Honkin' Down The Highway" (Brian Wilson) – 2:47
15. "Peggy Sue" (Jerry Allison/Norman Petty/Buddy Holly) – 2:15
16. "Good Timin' " (Brian Wilson/Carl Wilson) – 2:12
17. "Goin' On" (Brian Wilson/Mike Love) – 2:59
18. "Come Go With Me" (C.E. Quick) – 2:07
19. "Getcha Back" (Mike Love/Terry Melcher) – 3:02
20. "California Dreamin' " (John Phillips/Michelle Phillips) – 3:12

A Greatest Hits Volume Three: Best of the Brother Years 1970–1986 (Capitol 7243 5 24511 2) sosem került fel a listákra, sem az USA-ban sem Angliában.

## Fordítás
- Ez a szócikk részben vagy egészben  a   Greatest Hits Volume Three: Best of the Brother Years 1970–1986 című angol Wikipédia-szócikk fordításán alapul.  Az eredeti cikk szerkesztőit annak laptörténete sorolja fel. Ez a jelzés csupán a megfogalmazás eredetét és a szerzői jogokat jelzi, nem szolgál a cikkben szereplő információk forrásmegjelöléseként.